# Gary Lewis & the Playboys
Gary Lewis & the Playboys est un groupe américain de pop et de rock des années 1960, dirigé par le musicien Gary Lewis (en), fils aîné de Jerry Lewis. Le groupe est particulièrement connu pour leur chanson This Diamond Ring (en), sortie en 1965. Cette chanson, co-écrite par Al Kooper, est la première d'une liste de sept chansons à avoir été classées dans le top 10 du Billboard Hot 100 entre 1965 et 1966, toutes avec la participation de Leon Russell. 

## Membres originels
- Gary Lewis (en) - batterie et chant
- David Walker - guitare rythmique
- Allan Ramsay - guitare basse
- David Costell - guitare principale
- John West - orgue Hammond et Cordovox (accordéon électronique)

## Discographie

### Singles
| Année | Single                                                              | Classement | Classement | Classement | Classement | Classement | Classement | Catalogue      | Face B (issue du même album que la face A, sauf mention contraire)                                                                  | Album                                      |
| Année | Single                                                              | US         | CAN        | US AC      | AU         | SA         | UK         | Catalogue      | Face B (issue du même album que la face A, sauf mention contraire)                                                                  | Album                                      |
| ----- | ------------------------------------------------------------------- | ---------- | ---------- | ---------- | ---------- | ---------- | ---------- | -------------- | --- | ------------------------------------------ |
| 1965  | This Diamond Ring                                                   | 1          | 3          | -          | 6          | -          | -          | Liberty 55756  | Hard to Find (remplacée ensuite par Tijuana Wedding) (toutes les deux non issues d'un album)                                        | This Diamond Ring                          |
| 1965  | Count Me In                                                         | 2          | 3          | -          | 49         | -          | -          | Liberty 55778  | Little Miss Go-Go | A Session with Gary Lewis and the Playboys |
| 1965  | Doin' the Flake (version promotionnelle pour Kellogg's Corn Flakes) | -          | -          | -          | -          | -          | -          | Liberty 65-227 | This Diamond Ring / Little Miss Go-Go (issues respectivement de This Diamond Ring et de A Session with Gary Lewis and the Playboys) | non-issue d'un album                       |
| 1965  | Save Your Heart for Me                                              | 2          | 1          | 1          | 60         | -          | -          | Liberty 55809  | Without a Word of Warning | A Session with Gary Lewis and the Playboys |
| 1965  | Everybody Loves a Clown                                             | 4          | 10         | -          | 62         | -          | -          | Liberty 55818  | Time Stands Still | Everybody Loves a Clown                    |
| 1965  | She's Just My Style                                                 | 3          | 5          | -          | 53         | -          | -          | Liberty 55846  | I Won't Make That Mistake Again | She's Just My Style                        |
| 1966  | Sure Gonna Miss Her                                                 | 9          | 21         | -          | 72         | -          | -          | Liberty 55865  | I Don't Wanna Say Goodnight (non-issue d'un album)                                                                                  | Hits Again                                 |
| 1966  | Green Grass                                                         | 8          | 1          | -          | 64         | -          | -          | Liberty 55880  | I Can Read Between the Lines | Hits Again                                 |
| 1966  | My Heart's Symphony                                                 | 13         | 31         | -          | 98         | -          | 36         | Liberty 55898  | Tina (I Held You in My Arms) | (You Don't Have To) Paint Me a Picture     |
| 1966  | (You Don't Have To) Paint Me a Picture                              | 15         | 9          | -          | 58         | 7          | -          | Liberty 55914  | Looking For the Stars | (You Don't Have To) Paint Me a Picture     |
| 1966  | Where Will the Words Come From                                      | 21         | -          | -          | 99         | -          | -          | Liberty 55933  | May the Best Man Win (de Gary Lewis and The Playboys)                                                                               | (You Don't Have To) Paint Me a Picture     |
| 1967  | Way Way Out (promotion pour le film Tiens bon la rampe, Jerry)      | -          | -          | -          | -          | -          | -          | Liberty 64259  | | non-issue d'un album                       |
| 1967  | The Loser (with a Broken Heart)                                     | 43         | -          | -          | 98         | -          | -          | Liberty 55949  | Ice Melts in the Sun (#121 BB) | More Golden Greats                         |
| 1967  | Girls in Love                                                       | 39         | -          | -          | -          | -          | -          | Liberty 55971  | Let's Be More Than Friends | New Directions                             |
| 1967  | Jill                                                                | 52         | -          | -          | -          | -          | -          | Liberty 55985  | New in Town (de New Directions) | Listen!                                    |
| 1967  | Has She Got The Nicest Eyes                                         | -          | -          | -          | -          | -          | -          | Liberty 56011  | Happiness | Rhythm!                                    |
| 1968  | Sealed with a Kiss                                                  | 19         | 7          | 32         | 74         | -          | -          | Liberty 56037  | Sara Jane | Gary Lewis Now!                            |
| 1968  | Main Street                                                         | 101        | -          | -          | -          | -          | -          | Liberty 56075  | C.C. Rider | Close Cover Before Playing                 |
| 1969  | Rhythm of the Rain                                                  | 63         | 37         | -          | -          | -          | -          | Liberty 56093  | Mister Memory (de Close Cover Before Playing)                                                                                       | Rhythm of the Rain/Hayride                 |
| 1969  | Hayride                                                             | -          | -          | -          | -          | -          | -          | Liberty 56121  | Gary's Groove (non-issue d'un album)                                                                                                | Rhythm of the Rain/Hayride                 |
| 1969  | I Saw Elvis Presley Last Night                                      | -          | -          | -          | -          | -          | -          | Liberty 56144  | Something is Wrong | I'm on the Right Road Now                  |
| 1970  | I'm on the Right Road Now                                           | -          | -          | -          | -          | -          | -          | Liberty 56158  | Great Balls of Fire | I'm on the Right Road Now                  |
| 1972  | Then Again Maybe (Gary Lewis en solo)                               | -          | -          | -          | -          | -          | -          | Scepter 12359  | Peace of Mind | non-issues d'un album                      |
| 1975  | One Good Woman (Gary Lewis en solo)                                 | -          | -          | -          | -          | -          | -          | Epic 50068     | Ooh Baby | non-issues d'un album                      |

### Albums
| Année | Album                                      | Billboard 200 | Label discographique |
| ----- | ------------------------------------------ | ------------- | -------------------- |
| 1965  | This Diamond Ring                          | 26            | Liberty Records      |
| 1965  | A Session with Gary Lewis and the Playboys | 18            | Liberty Records      |
| 1965  | Everybody Loves a Clown                    | 44            | Liberty Records      |
| 1965  | She's Just My Style                        | 71            | Liberty Records      |
| 1966  | Hits Again                                 | 47            | Liberty Records      |
| 1966  | (You Don't Have To) Paint Me a Picture     | 79            | Liberty Records      |
| 1967  | New Directions                             | 185           | Liberty Records      |
| 1967  | Listen!                                    | –             | Liberty Records      |
| 1967  | Gary Lewis & The Playboys                  | -             | Sunset Records       |
| 1968  | Gary Lewis Now!                            | 150           | Liberty Records      |
| 1969  | Rhythm of the Rain/Hayride                 | –             | Liberty Records      |
| 1969  | Close Cover Before Playing                 | –             | Liberty Records      |
| 1969  | Rhythm!                                    | –             | Sunset Records       |
| 1969  | I'm on the Right Road Now                  | -             | Liberty Records      |

### Compilations
| Année | Album                                        | Billboard 200 | Label discographique   |
| ----- | -------------------------------------------- | ------------- | ---------------------- |
| 1966  | Golden Greats                                | 10            | Liberty Records        |
| 1968  | More Golden Greats                           | –             | Liberty Records        |
| 1975  | The Very Best of Gary Lewis and the Playboys | –             | United Artists Records |
| 1990  | The Legendary Masters Series                 | –             | EMI Records            |